# Чепин
Чепин (хорв. Čepin) — община и населённый пункт в Хорватии.
Община Чепин находится в восточной части Хорватии в Осиецко-Бараньской жупании. Община располагается в 9 км от города Осиек.

## География
В состав общины входят следующие населённые пункты (данные о населении на 2011 год):
- Чепин — 9 500 чел.
- Бекетинци — 613 чел.
- Чепински Мартинци — 663 чел.
- Чокадинци — 173 чел.
- Ливана — 650 чел.

## Демография
Население общины составляет 11 599 человек по переписи 2011 года. Национальный состав выглядит следующим образом:
- 93,76 % хорваты — 10 875 чел.
- 4,56 % сербы — 529 чел.
- 0,22 % венгры — 25 чел.
- 0,21 % словаки — 24 чел.
- 0,18 % немцы — 21 чел.